# Premi de les Lletres Valencianes
El Premi de les Lletres Valencianes és un guardó literari atorgat per la Generalitat Valenciana amb motiu del 9 d'octubre, Dia Nacional del País Valencià. Va nàixer l'any 1982 per tal de reconèixer la tasca literària i lingüística d'autors valencians. El premi era dotat amb 150.000 euros fins que la Generalitat Valenciana va suprimir la remuneració el 2012.
Els autors guardonats foren grans contribuents a la recuperació lingüística i cultural del País Valencià.
- 2024 - Ferran Torrent[3]
- 2022 - Juan José Millás[4]
- 2020 - Marc Granell i Rodríguez[5]
- 2018 - Vicente Muñoz Puelles
- 2016 - Joan Francesc Mira i Casterà[6]
- 2014 - Manuel Vicent[7]
- 2014 - Laura Gallego
- 2012 - Antonio Porpetta
- 2010 - Santiago Posteguillo Gómez
- 2008 - Joan Alfons Gil Albors
- 2006 - Guillermo Carnero Arbat
- 2004 - Jaime Siles Ruiz
- 2002 - José Albi Fita
- 2000 - Jaume Bru i Vidal
- 1998 - Andrés Amorós Guardiola
- 1996 - Pere Maria Orts i Bosch
- 1994 - Francesc Ferrer Pastor
- 1992 - Maria Beneyto i Cuñat[8]
- 1991 - Enrique Cerdán Tato
- 1990 - Arcadi García Sanz
- 1989 - Vicente Aguilera Cerni
- 1988 - Germà Colón i Domènech
- 1987 - Francisco Brines Baño
- 1986 - Lluís Guarner i Pérez
- 1985 - Enric Valor i Vives[9]
- 1984 - Vicent Andrés Estellés
- 1983 - Juan Gil-Albert Simón
- 1982 - Joan Fuster i Ortells